# Šumugan
Šumugan, Šumukan, Šakkan, Šamkan ali Amakandu je bil sumerski bog naplavljenih rečnih ravnin. V mitu o stvaritvi ga je bog Enki zadolžil za obširne ravnice v južni Mezopotamiji. Bil je tudi bog živine na dvoru boginje podzemnega sveta Ereškigal. Šumugan je bil sin boga sonca Šamaša in je morda  izzviral iz podobnega boga Laharja.

## Vir
- Michael Jordan. Encyclopedia of Gods. Kyle Cathie Limited, 2002.